# 주청두 미국 총영사관
주청두 미국 총영사관(영어: Consulate General of the United States, Chengdu, 중국어 간체자: 美国驻成都总领事馆, 정체자: 美國駐成都總領事館, 병음: Měiguó zhù Chéngdū Zǒnglǐngshìguǎn)은 미국 정부가 중화인민공화국 쓰촨성 청두시에 설치했던 총영사관이다. 1985년 10월 16일에 개관한 이래 중국 쓰촨성, 윈난성, 구이저우성, 티베트 자치구, 충칭시를 관할했으나 2020년 7월 27일에 중화인민공화국 외교부의 명령에 따라 폐쇄되었다.

## 역사
1979년 1월 1일을 기해 미국과 중화인민공화국 간의 외교 관계가 수립되면서 미국과 중화인민공화국 정부는 상대방 국가에 대사관을 설치하는 한편 총영사관 설치를 논의했다. 1980년에는 중국 정부가 중국 청두·선양·우한 주재 총영사관을 설치하겠다는 미국 정부의 제안에 동의했고 1981년 6월에는 미국 정부가 중국 청두 주재 총영사관을 설치하는 안건에 합의했다.:41
1985년 10월 16일에 주청두 미국 총영사관이 정식 개관했으며 조지 H. W. 부시 미국 부통령이 개관식에 참석했다.:41 주청두 미국 총영사관은 운영 당시에 중국 쓰촨성, 윈난성, 구이저우성, 티베트 자치구, 충칭시를 관할했다. 주청두 미국 총영사관은 설립 당시에 진장 호텔 서쪽 1층에 설치되어 있었고 미국 측에서 파견된 공무원 6명, 현지 직원 29명이 근무했다. 1993년 8월 2일에는 주청두 미국 총영사관 청사가 우허우구 링스관루 4호로 이전했다.:42 1993년에는 미국 평화 봉사단이 주청두 미국 총영사관과 함께 중국 청두를 거점으로 삼으면서 쓰촨성, 구이저우성, 간쑤성, 충칭시 주민들에 대한 봉사 활동을 전개했다.
1996년 3월 1일 밤에는 신원 미상 2명이 중국 측에서 파견된 주청두 미국 총영사관 경비병과 우발적인 몸싸움을 벌여 경비병의 팔다리를 찌르는 사건이 벌어졌으며 같은 해 3월 22일에는 미국의 제3차 타이완 해협 위기 개입에 불만을 품은 청두 시민이 주청두 미국 총영사관 청사에 화염병을 투척하다 구속되어 15일 동안 구류되는 사건이 벌어졌다.:520 1999년 5월 9일에는 코소보 전쟁 도중에 일어난 미국의 주베오그라드 중국 대사관 오폭 사건에 항의하는 시위대가 주청두 미국 총영사관을 점거했는데 이 과정에서 총영사관 청사가 시위대의 방화로 인해 손상되었다. 2012년 2월에는 왕리쥔 충칭시 부시장이 보시라이 충칭시 중국 공산당 서기장과의 정치적 내분설이 불거지자 주청두 미국 총영사관으로 도주하여 24시간가량 머무른 왕리쥔 사건이 일어났다.

## 폐쇄
중화인민공화국 외교부는 현지 시간으로 2020년 7월 24일 오전에 "중화인민공화국 외교부는 주중국 미국 대사관에 주청두 미국 총영사관 설립 및 운영에 대한 동의 결정을 철회한다는 결정을 통보했다."고 밝히면서 72시간 이내에 주청두 미국 총영사관을 폐쇄할 것을 명령했다. 중화인민공화국 외교부의 이러한 조치는 2020년 7월 22일에 주휴스턴 중국 총영사관 폐쇄를 명령한 미국 정부에 대한 보복 조치이기도 했다. 왕원빈 중화인민공화국 외교부 대변인은 "주청두 미국 총영사관 직원들은 자신들의 신원에 맞지 않는 행동을 벌이는 한편 중국에 대한 내정 간섭, 중국의 안보 이익 훼손을 자행했다."고 밝혔다. 미국 백악관은 중국 정부에 "눈에는 눈, 이에는 이" 수준의 보복 조치를 하지 말 것을 촉구했다.
중국 정부의 주청두 미국 총영사관 폐쇄 명령의 여파로 인하여 전 세계의 주가 지수가 하락했다. 2020년 7월 27일 오전 6시 18분에는 중국에 거주하는 미국 국민을 보호하는 임무를 맡은 미국 해병 경비원이 주청두 미국 총영사관 청사에 게양되어 있던 미국의 국기를 내렸다. 중화인민공화국 외교부는 2020년 7월 27일 오전 10시를 기해 주청두 미국 총영사관이 폐쇄되었으며 중국 관리들이 총영사관 청사를 접수했다고 밝혔다. 이 날 청두 시민들은 주청두 미국 총영사관이 폐쇄되는 광경을 목격했다.

## 역대 총영사
- 출처: 중국 공산당 청두시위원회 외사공작위원회 판공실[24]

1. 윌리엄 웨이트 "빌" 토머스 주니어 (영어: William Wayt "Bill" Thomas Jr., 1985년 ~ 1988년)
2. 잰 디와일드 (영어: Jan DeWilde, 1988년 ~ 1989년)
3. 마셜 어데어 (영어: Marshall Adair, 1989년 ~ 1991년)
4. 도널드 캠프 (영어: Donald Camp, 1991년 ~ 1995년)
5. 코닐리스 "키스" 커 (영어: Cornelis "Kees" Keur, 1995년 ~ 1999년)
6. 브라이언 우 (영어: Brian Woo, 1999년 ~ 2000년)
7. 조너선 앨로이시 (영어: Jonathan Aloisi, 2000년 ~ 2001년)
8. 데이비드 블릴 (영어: David Bleyle, 2001년 ~ 2003년)
9. 제프리 문 (영어: Jeffrey Moon, 2003년 ~ 2006년)
10. 제임스 A. 버너 (영어: James A. Boughner, 2006년 ~ 2009년)
11. 데이비드 에드워드 브라운 (영어: David Edward Brown, 2009년 ~ 2010년)
12. 로이 A. 페린 (영어: Roy A. Perrin, 2010년 ~ 2011년, 총영사대리)
13. 피터 헤이먼드 (영어: Peter Haymond, 2011년 ~ 2014년)
14. 레이먼드 그린 (영어: Raymond Greene, 2014년 ~ 2017년)
15. 짐 멀리낵스 (영어: Jim Mullinax, 2017년 ~ 2020년)

## 같이 보기
- 미국의 재외공관 목록
- 주중국 미국 대사관